# Pau Cubarsí
Pau Cubarsí Paredes (Estanyol, 2007. január 22. –) olimpiai bajnok spanyol válogatott labdarúgó, hátvéd. A La Ligában szereplő FC Barcelona játékosa.

## Pályafutása

### Barcelona
2018. július 1-jén érkezett a katalán fővárosba a Girona csapatától. A barcelonai karrierjét az U12-es korosztályban kezdte.
A 2023/24-es idényt még az U18-as csapattal indította, majd szeptember 16-án játszotta le első profi mérkőzését a Barca B csapatában, a CF Fuenlabrada elleni 2–2-es harmadosztályú bajnokin.

#### A felnőttcsapatban
2023. áprilisában Xavi meghívta az első csapat edzésére. Július 8-án a klubbal megkötötte első profi szerződését.
Augusztus 27-én nevezték első alkalommal tétmérkőzésre a Villarreal ellen. 
December 22-én mutatkozott be a Club América ellen 3–2-re elvesztett barátságos mérkőzésen.
2024. január 18-án játszotta első tétmérkőzését az Unionistas vendégeként 3–1-es győztes spanyol kupameccsen. A második félidő második percében Andreas Christensent váltva, a 69. percben a vezetőgólnál assziszttal szolgálta ki Jules Koundét. Három nappal később a hétvégi bajnokin, Xavi a kezdő XI-be nevezte a Real Betis vendégeként megnyert 4–2-es találkozón. A kimagasló teljesítményének köszönhetően oszlopos tagja lett a védelemben, és március 12-én a Bajnokok Ligájában is bemutatkozott, a Napoli ellen 3–1-re megnyert visszavágón.

## Válogatott karrier

### Spanyolország
Többszörös utánpótlás válogatott. 2023-ban az U17-es csapattal pályára lépett az ebben évben megrendezett Európa-bajnokságon és a világbajnokságon. 
2024. március 15-én  Luis de la Fuente meghívta a Kolumbia és Brazília ellen felkészülési mérkőzésre készülő keretbe.
Március 22-én, 17 évesen és 60 naposan debütált a Londonban megrendezett Kolumbia ellen 0–1-re elvesztett mérkőzésen, a 83. percben Aymeric Laporte cseréjeként.
2024-ben a párizsi olimpián a spanyol válogatott tagjaként olimpiai bajnoki címet szerzett.

## Statisztika
2024. május 14-i állapot szerint
| Klub             | Szezon           | Bajnokság          | Bajnokság | Bajnokság | Kupa  | Kupa  | Nemzetközi | Nemzetközi | Egyéb | Egyéb | Összes | Összes |
| Klub             | Szezon           | Liga               | Mérk.     | Gólok     | Mérk. | Gólok | Mérk.      | Gólok      | Mérk. | Gólok | Mérk.  | Gólok  |
| ---------------- | ---------------- | ------------------ | --------- | --------- | ----- | ----- | ---------- | ---------- | ----- | ----- | ------ | ------ |
| Barcelona B      | 2023/24          | Primera Federación | 9         | 0         | —     | —     | —          | —          | —     | —     | 9      | 0      |
| Barcelona B      | Összesen         | Összesen           | 9         | 0         | —     | —     | —          | —          | —     | —     | 9      | 0      |
| Barcelona        | 2023/24          | La Liga            | 16        | 0         | 2     | 0     | 3          | 0          | 0     | 0     | 21     | 0      |
| Barcelona        | Összesen         | Összesen           | 16        | 0         | 2     | 0     | 3          | 0          | 0     | 0     | 21     | 0      |
| KARRIER ÖSSZESEN | KARRIER ÖSSZESEN | KARRIER ÖSSZESEN   | 25        | 0         | 2     | 0     | 3          | 0          | 0     | 0     | 30     | 0      |

Jegyzetek
1. ↑  Mérkőzése(i) a(z) Bajnokok Ligájában

### A válogatottban
2024. március 26-i állapot szerint
| Spanyolország | Spanyolország | Spanyolország |
| Év            | Mérk.         | Gólok         |
| ------------- | ------------- | ------------- |
| 2024          | 5             | 0             |
| ÖSSZESEN      | 5             | 0             |